# Excremis
Excremis es un género de plantas herbáceas, perennes y rizomatosas de la familia Asphodelaceae que contiene una sola especie, Excremis coarctata (Ruiz & Pav.) Baker, originaria de Sudamérica. Algunos taxónomos han tratado a este género dentro de la familia Phormiaceae, la cual actualmente se incluye en Hemerocallidaceae. 

## Descripción
Excremis es un género morfológicamente muy similar a Dianella y a Phormium. Presenta un perigonio radiado, azul violáceo hasta púrpura, seis estambres amarillos muy llamativos con anteras de 3 mm de largo. Los estambres están fusionados en la base formando un anillo alrededor del gineceo y presentan una dehiscencia longitudinal. El ovario es súpero, tricarpelar, trilocular, con un único estilo que remata en un estigma puntiforme. El fruto es una cápsula septicida, ovoide a oblonga de 15-25 mm de largo por 8-15 mm de ancho que al madurar adquiere una coloración verdosa a pardo negruzca.

## Distribución
Se distribuye a lo largo de los Andes, conociéndose su presencia en Bolivia, Brasil, Perú, Ecuador, Colombia, Venezuela, Costa Rica y Surinam.